# Xmas Twenty
‘'Xmas Twenty’’ é o segundo single especificamente composto e gravado para as plataformas digitais do grupo a cappella português Vozes da Rádio, lançado no Natal de 2020. Duas versões de dois grandes clássicos, arranjados por António Miguel e que assim continuam a tradição das Vozes em apresentar uma novidade musical na época natalícia.
Foi gravado e misturado por Jorge Prendas. A masterização esteve a cargo de Ricardo Torres no RealRec Studio. A capa, é da autoria de Pedro Alves para a Brain Entertainment .
O lançamento nas plataformas digitais ocorreu a 3 de Dezembro de 2020. 

## Antes da gravação
O ano de 2020 foi atípico por todos os motivos. As Vozes da Rádio realizaram em Janeiro de 2020 o seu último concerto em conjunto com a Orquestra Portuguesa de Guitarras e Bandolins. Depois disso seguiu-se a pandemia e o confinamento e a actividade do grupo resumiu-se a participações especiais feitas a partir de casa. Ainda assim neste período fizeram uma versão confinada de Tu Lês em Mim e também, com um conjunto alargado de amigos e colegas, uma nova versão de Os Índios da Meia Praia de Zeca Afonso. Foi também em confinamento que três dos elementos escreveram um original, sendo, em 29 anos de grupo, a primeira vez que tal aconteceu. 
Em Setembro de 2020, e desafiados pela SIC para uma Grande Reportagem, fizeram a versão de What a Wonderful World para a peça "Do Canto dos Pássaros à Praga das Máscaras". Para o single de Natal, juntaram o Over The Rainbow. As duas versões têm assinatura de António Miguel.    

## Gravação
As gravações foram efectuadas em Novembro de 2020 por Jorge Prendas em sua casa, com a excepção da voz de Tiago Oliveira em Over The Rainbow, gravada pelo próprio.

## Composição e estilo
As duas canções - dois clássicos do século XX - têm um ambiente nostálgico, quase em contra-ciclo com a turbulência que 2020 proporcionou. São também duas canções que pretendem transmitir optimismo num tempo tão conturbado. 

## Curiosidades
- A capa é claramente um tributo aos 50 anos de Let it Be[6]. É igualmente uma imagem forte de 2020: as máscaras e a imagem dividida em 4 ecrãs, como se de uma sessão online se tratasse;

- A sonorização de Over The Rainbow foi feita com gravações que Jorge Prendas efectuou nas ilhas Faroé em Maio de 2018. o incrível canto de pássaros, muitos deles de passagem por estas ilhas atlânticas, encaixou na perfeição na ideia sonora e no arranjo de António Miguel;

- Até este single as Vozes editaram já 13 álbuns e 2 singles. No entanto este é o primeiro com título em inglês, justificando-se tal opção, pelo facto das duas versões serem de canções nesse idioma;

## Faixas
| N.º | Título                   | Compositor(es)           | voz principal  | Duração |  |
| 1.  | "Over The Rainbow"       | Harold Harlen, Y. Arburg | Vozes da Rádio | 3:58    |  |
| 2.  | "What a Wonderful World" | Bob Thiele, G. Weiss     | Vozes da Rádio | 3:17    |  |

Duração Total 7m14s

## Membros
Banda
- Tiago Oliveira - voz
- Jorge Prendas - voz
- Rui Vilhena - voz
- António Miguel - voz

Equipa técnica
- Jorge Prendas - gravação, mistura
- Tiago Oliveira - gravação (Over The Rainbow)
- Ricardo Torres - masterização
- Pedro Alves - design

1. ↑  «Concerto de Reis da OPGB e Vozes da Rádio». Orquestra Portuguesa de Guitarras e Bandolins. Janeiro 2020. Consultado em 5 de dezembro de 2020
2. ↑  Lemos, Ana (24 de março de 2020). «Vozes da Rádio lançam novo single». Notícias ao Minuto. Consultado em 4 de dezembro de 2020
3. ↑  Rico, Carlos (25 de abril de 2020). «Vozes da Rádio revisitam Zeca». Expresso. Consultado em 5 de dezembro de 2020
4. ↑  «Grande Reportagem SIC». SIC. Consultado em 5 de dezembro de 2020
5. ↑  «Do Canto dos Pássaros à Praga das Máscaras». SIC Notícias. 19 de novembro de 2020. Consultado em 5 de dezembro de 2020
6. ↑  «Let it Be comemora 50 anos». CNN Brasil. 8 de maio de 2020. Consultado em 5 de dezembro de 2020